# トレス海峡諸島

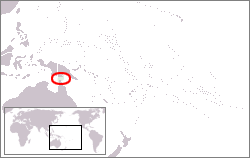
トレス海峡諸島の位置

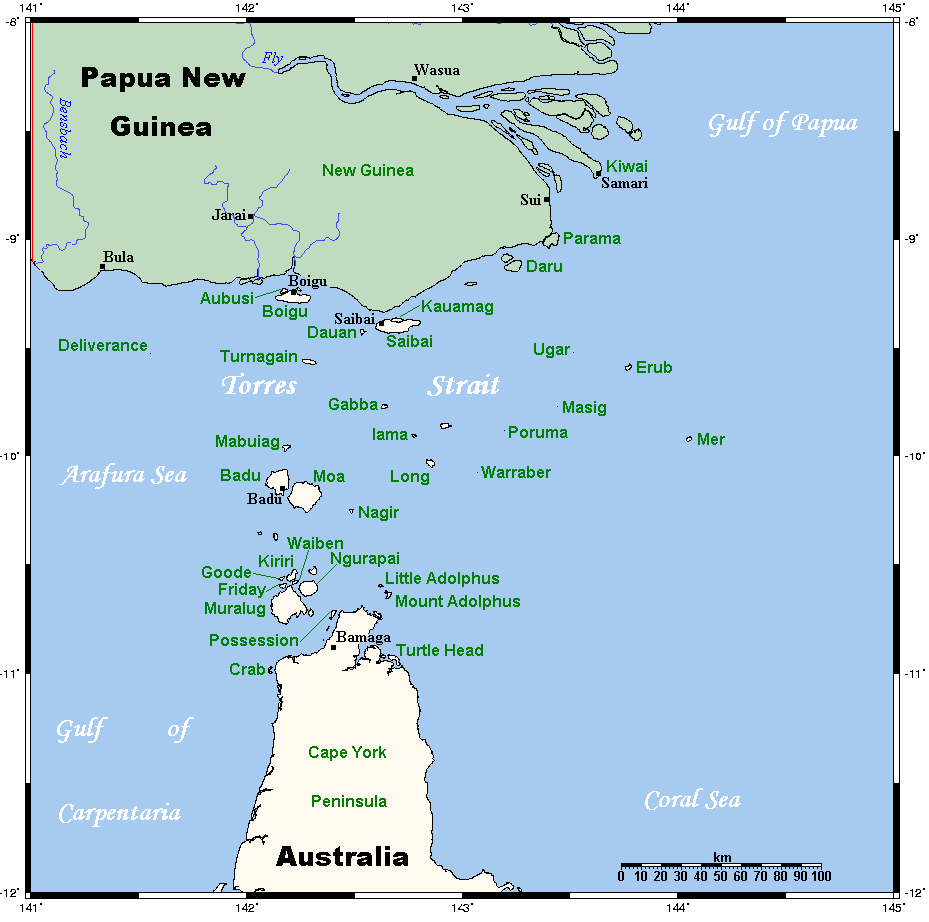
トレス海峡諸島

トレス海峡諸島（トレスかいきょうしょとう、英語: Torres Strait Islands）は、274の小島からなるサンゴ礁のオーストラリア領の諸島。オーストラリアのヨーク岬とパプアニューギニアとの間にある南北150km、東西200-300kmのトレス海峡に位置する。クイーンズランド州に属するが、トレス海峡自治政府 (Torres Strait Regional Authority) がトレス海峡諸島民の先住権限に基づく統治を行っている。
数百の無人島からなるが、うち12の島に人が住み、「アイランダー」と呼ばれるメラネシア系の先住民（トレス海峡諸島民）が暮らす。1980年代以降先住民の権利を要求する運動を展開、1992年にマレー島のエディ・マボが裁判を起こし、マボ判決にまで発展した。
漁業が盛んで真珠養殖がされているほか、美しいサンゴ礁の島々はリゾート地ともなっている。海中には絶滅危惧種であるジュゴンやアオウミガメ、タイマイ、ヒラタウミガメが棲息している。

## 歴史
先住民であるトレス海峡諸島民はメラネシア人で、ヨーク岬半島にも住んでいた。
彼らはオーストラリアの他地域の先住民のアボリジニーとは異なった。
1606年、スペインの航海士ルイス・バーエス・デ・トーレスが、ヨーロッパ人として初めてトレス海峡諸島を訪問したと言われている。
1770年、イギリスのジェームズ・クック船長はポゼッション島にて、諸島を含むオーストラリア東部の領有を宣言した。
1860年代にヨーロッパ人はトレス海峡諸島でナマコを釣るためと真珠の養殖するため会社を設立した。そして、島民は侵略され強制労働を強いられた。
1871年7月1日、ロンドン伝道協会がダーンリー島に上陸した。
島民はこの日を「光の訪れ」として毎年祝っている.。
1879年、イギリス領クイーンズランド植民地に併合された。
1880年代後半、真珠貝（ボタンの材料）を取るため、数人の日本人潜水夫（海人）が採用される。このことがオーストラリアに日本人労働者がやってくる契機となった。1978年時点でも、日本人労働者が志摩地方や天草地方からモア島に出稼ぎにやってきて、真珠貝養殖の仕事に従事していた記録が残る。
1898年～1899年、アルフレッド・コード・ハッドン率いるケンブリッジ考古学探検隊が上陸した。
1901年、所属がクイーンズランド州に変わった。
1904年、諸島民は「阿片販売からアボリジニーを保護・制限する法」の対象になった。
1960年～1973年、マーガレット・ローリーは諸島民の神話や伝説を記録した。
彼女の功績はクイーンズランド州立図書館に所蔵され、UNESCOの世界の記憶に登録された。
1975年、隣接するパプアニューギニアが独立した。
諸島がオーストラリアからの独立を目指すに当たり、北隣のパプア島との近さが問題になった。
PNG政府は対オーストラリア国境が本土近くに迫る事も、海峡全体を支配される事も拒んだ。
諸島民はオーストラリアからの分離と国境の変更を拒んだ。
連邦政府は諸島北部のPNGへの割譲を提案したが、州政府が却下した。
結局、「諸島全体をオーストラリアが統治するが、海上国境線は海峡の中央を通る」事で妥協が成立した。
海峡の資源は2国で共有している。
1982年、マレー島に住むエディ・マボ達諸島民が、伝統的土地所有権の法制化を求めた。これはマボ判決として知られている。
1992年、最高裁は彼ら先住民が、ヨーロッパからの移民がクイーンズランドを設置する前から土地を所有していた事を認めた。
この判決は、併合時に先住民の土地所有権は消滅したとする無主地の考えを覆した。
1994年7月1日、トレス諸島自治政府(TSRA)が設置された。

## 主な島
- 木曜島（ワイベン島, Waiben）
- プリンスオブウェールズ島（Muralug島）
- Horn島（英語版）（Nurupai島）
- Badu島（英語版）
- Moa島（英語版）
- Saibai島（英語版）
- Boigu島（英語版）
- Murray島（英語版）（Mer島）
- Darnley島（英語版）（Erub島）
- Stephens島（英語版）（Ugar島）

ほか

## 言語
トレス海峡諸島クレオール語（Torres Strait Island languages）
- 西中部トレス海峡語（Western-central Torres Strait Language）

方言：
- カラウ・ラガウ・ヤ（Kalaw Lagaw Ya）
- カラウ・カワウ・ヤ（Kalau Kawau Ya）
- クルカルガウ・ヤ（Kulkalgau Ya）
- カワルガウ・ヤ（Kawalgau Ya）

使用地域：南西部、西部、北部、中央部
オーストラリア諸語のうち Pama-Nyungan 語族（英語版）に分類される。
- 東部トレス海峡語（メリアム語、Meriam language）[9]

使用地域：東部
パプア諸語のうち東トランスフライ語族に分類される。
- トレス海峡諸島クレオール（英語版）